# Гргуревићи
Гргуревићи (хрв. Grgurevići) су насељено место у општини Сибињ, Бродско-посавска жупанија, Хрватска.

## Историја
До територијалне реорганизације у Хрватској били су у саставу старе општине Славонски Брод.

## Становништво
У попису становништва из 2011. године, Гргуревићи су имали 122 становника.
| Број становника према пописима | Број становника према пописима | Број становника према пописима | Број становника према пописима | Број становника према пописима | Број становника према пописима | Број становника према пописима | Број становника према пописима | Број становника према пописима | Број становника према пописима | Број становника према пописима | Број становника према пописима | Број становника према пописима | Број становника према пописима | Број становника према пописима | Број становника према пописима |
| ------------------------------ | ------------------------------ | ------------------------------ | ------------------------------ | ------------------------------ | ------------------------------ | ------------------------------ | ------------------------------ | ------------------------------ | ------------------------------ | ------------------------------ | ------------------------------ | ------------------------------ | ------------------------------ | ------------------------------ | ------------------------------ |
| 1857                           | 1869                           | 1880                           | 1890                           | 1900                           | 1910                           | 1921                           | 1931                           | 1948                           | 1953                           | 1961                           | 1971                           | 1981                           | 1991                           | 2001                           | 2011                           |
| 165                            | 193                            | 166                            | 183                            | 148                            | 225                            | 220                            | 248                            | 282                            | 264                            | 259                            | 233                            | 216                            | 186                            | 175                            | 122                            |

Напомена: Подаци из 1857. до 1890. а од 1910. до 1931. процењене су према укупном броју становника за некадашње насеље Одворци (Бродски Ступник). Године 1900. исказивано под именом Гргуревић Мала. До 1931. исказивано за део насеља, а од 1948. као насеље.